# 士吉射
士吉射（？—？），又作范吉射，中国春秋時代晋国军事人物、政治人物。祁姓，士氏、按封地又为范氏，名吉射，谥号昭。范献子士鞅之子。又称范昭子。前501年，士鞅死後，士吉射继承范氏，为下军佐。

## 生平
周敬王二十三年（前497年），士吉射与中行寅（中行文子），不服趙鞅（趙簡子）杀死邯郸大夫赵午，攻打赵氏。趙鞅联合魏侈（魏襄子）、智躒（智文子）、韓不信（韓簡子），反击范氏、中行氏。士吉射与中行寅失败，逃至朝歌。士吉射与中行寅又纠合齐景公、宋景公、卫灵公甚至周敬王相助他们。第二年，趙鞅率領軍隊圍攻朝歌長達六年。
周敬王三十年（前490年），最后还是赵鞅得胜，柏人失守，士吉射與中行寅逃奔齊國，范氏退出六卿。初，范氏母喟然歎曰：「終滅范氏者必是子也。」果如其言。